# KhalifaSat
KhalifaSat est le troisième satellite d'observation de la Terre  des Émirats arabes unis placé en orbite en 2018. Le satellite, construit conjointement par la société sud-coréenne Satrec Initiative et le Centre spatial Mohammed bin Rashid  est une version améliorée de DubaiSat 2. Le satellite de 330 kilogrammes fournit des images dans cinq bandes spectrales avec une résolution spatiale comprise entre 0,7 et 2,98 mètres.

## Historique
KhalifaSat est un projet du Emirates Institution for Advanced Science and Technology organisation gouvernementale des Émirats arabes unis devenue en 2015 le Centre spatial Mohammed bin Rashid (MBRSC). Il poursuit la collaboration avec la société sud-coréenne Satrec Initiative qui avait construit DubaiSat 1 et DubaiSat 2. Cette fois la construction est entamée dans les locaux de la société sud-coréenne mais l'assemblage final est effectué dans le centre émirati qui inaugure à cet effet une salle blanche et d'autres locaux techniques.  
KhalifaSat  est lancé le 29 octobre 2018 depuis la base de Tanegashima au Japon par une fusée H-IIA qui emporte par ailleurs deux satellites japonais. Il est placé sur une orbite héliosynchrone à 600 kilomètres d'altitude avec une inclinaison orbitale de 97,85°.

## Caractéristiques techniques
DubaiSat-1 est un satellite artificiel d'environ 350 kg (avec les ergols) de forme cylindrique (avec une section hexagonale) haut de 2 mètres pour un diamètre de 1,5 mètre. La plateforme de type SI-300, qui comporte deux étages est conçue pour permettre une séparation nette de la charge utile (télescope/caméra). Quatre panneaux solaires fixés au sommet du cylindre et déployés en orbite fournissent 450 watts après cinq ans de fonctionnement. Le satellite est stabilisé 3 axes avec une précision de pointage inférieure à 0,12°. Le contrôle d'orientation est pris en charge par cinq roues de réaction. L'orientation du satellite est déterminée par des capteurs solaires, des viseurs d'étoiles et des magnétomètres.  Les communications se font en bande X pour l'envoi des images avec un débit de 320 mégabits par seconde se fait via une antenne parabolique orientable avec un axe de liberté et en bande S (débit de 32 kilobits par seconde pour les télémesures et les commandes. Le satellite est conçu pour une durée de vie minimum de cinq ans.

## Instrument
L'unique instrument est la caméra optique KHCS (KhalifaSat Camera System) de type pushbroom (en). Le télescope de type Korsch a une ouverture de 41,5 centimètres et comporte 5 miroirs. La caméra est dotée de filtres panchromatique (550-900 nm), bleu (450-520 nm),  vert (520-590 nm),  rouge (630-690 nm) et proche infrarouge (770-890 nm). La résolution spatiale est de 0,75 mètre en panchromatique et de 2,98 mètres dans les autres bandes spectrales. La fauchée est de 12 kilomètres au nadir. La mémoire de masse a une capacité de 512 gigabits. L'instrument a une masse de 70 kilogrammes et consomme 168 watts. 